# Гуаяберо (язык)
Гуаяберо — один из гуахибских языков. Число носителей — около 1000 человек (по данным на 2008 год). Носители проживают главным образом в колумбийских департаментах Мета и Гуавиаре. Изучается в начальной школе в нескольких деревнях. Порядок слов — SVO.
Используется алфавит на латинской графической основе: A a, B b, Ch ch, D d, E e, F f, I i, ', J j, K k, L l, M m, N n, O o, P p, R r, S s, T t, Th th, U u, Ʉ ʉ, W w, X x, Y y.